# ادراسکان
ادراسکان (به لاتین: Adraskan) یک منطقهٔ مسکونی در افغانستان است که در ولایت هرات واقع شده‌است.